# Nový zámek Jevišovice
Nový zámek Jevišovice este o arie protejată (arie specială de conservare — SAC, sit de importanță comunitară — SCI) din Republica Cehă întinsă pe o suprafață de 0,28 ha, integral pe uscat.

## Localizare
Centrul sitului Nový zámek Jevišovice este situat la coordonatele 48°59′00″N 15°59′38″E / 48.983333°N 15.993889°E.

## Înființare
Situl Nový zámek Jevišovice a fost declarat sit de importanță comunitară în aprilie 2005 pentru a proteja 1 specie de animale. Situl a fost protejat și ca arie specială de conservare în octombrie 2013.

## Biodiversitate
Situată în ecoregiunea continentală, aria protejată nu include niciun habitat protejat.
La baza desemnării sitului se află o specie protejată de  mamifere: liliac cărămiziu (Myotis emarginatus).